# Óscar Ruiz

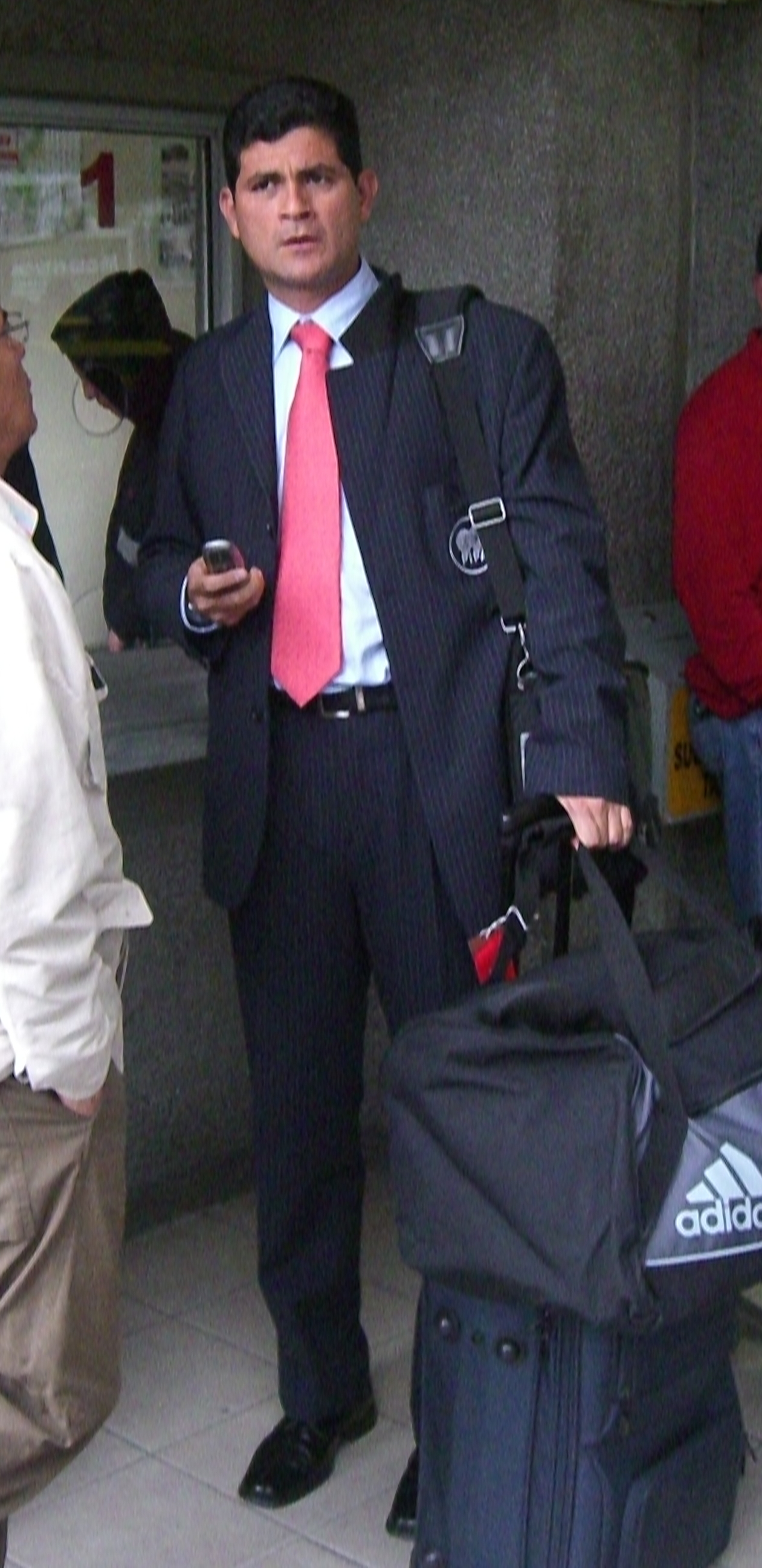
Óscar Julián Ruiz

Óscar Julián Ruiz Acosta (* 1. November 1969 in Villavicencio) ist ein kolumbianischer Fußballschiedsrichter.
Der Rechtsanwalt aus Villavicencio ist seit 1995 FIFA-Schiedsrichter und nahm unter anderem an der Copa América und der Fußball-Weltmeisterschaft teil. Bei der WM 2006 in Deutschland leitete er das Vorrundenspiel Niederlande – Elfenbeinküste. Ruiz, der 2011 seine Karriere beendete, galt lange Zeit als der beste Schiedsrichter Südamerikas. Bei einer seitens der IFFHS durchgeführten Wahl des Welt-Schiedsrichters der ersten Dekade des 21. Jahrhunderts belegte er hinter Markus Merk den zweiten Platz.
Am 29. Oktober 2010 berichtete die kolumbianische Zeitung El País, dass Ruiz mit Vergiftungserscheinungen in seinem Haus aufgefunden wurde und ins Krankenhaus seines Wohnortes Villavicencio eingeliefert wurde. Sie spekulierte über einen Anschlag mit Scopolamin auf ihn.
Am 26. Januar 2012 beschuldigte der ehemalige Schiedsrichter Germán Mauricio Sánchez ihn der im Dezember 2010 begangenen sexuellen Belästigung. Als Sánchez den Fall gegenüber der Schiedsrichterkommission und dem kolumbianischen Verbandspräsidenten im Oktober 2011 mitgeteilt habe, sei von dieser Seite aus jedoch nichts unternommen worden. Ruiz bestritt die gegen ihn erhobenen Anschuldigungen.

## Bisherige Turnierteilnahmen
- Copa América 1995
- U20-Weltmeisterschaft 1997
- Copa América 1999
- Konföderationen-Pokal 1999
- Copa América 2001
- Weltmeisterschaft 2002
- U20-Weltmeisterschaft 2003
- Copa América 2004
- U17-Weltmeisterschaft 2005
- CONCACAF Gold Cup 2005
- U20-Weltmeisterschaft 2005
- Weltmeisterschaft 2006
- Weltmeisterschaft 2010